# Lucien Sève
Lucien Sève (Chambéry, 9 de diciembre de 1926-Clamart, 23 de marzo de 2020) fue un filósofo francés, comunista y activista político.

## Carrera
Sève ingresó a la École normale supérieure en 1945, donde obtuvo una agregación de filosofía en 1949. Se convirtió en profesor de filosofía en un instituto en Bruselas. En 1950 se unió al Partido Comunista francés. Fue elegido miembro del Comité Central desde 1961 hasta 1994. Se retiró de sus actividades en 2011. 

## Muerte
Murió el 23 de marzo de 2020 de COVID-19 a la edad de 93 años.